# Joanna Semmelrogge
Joanna Semmelrogge (* 5. Mai 1990 in München) ist eine deutsche Schauspielerin. Sie ist die Tochter des Schauspielers Martin Semmelrogge und Enkelin von Willy Semmelrogge. Der Schauspieler Dustin Semmelrogge ist ihr Halbbruder.

## Ausbildung
Semmelrogge absolvierte zunächst eine Ausbildung zur Bankkauffrau. Nebenbei sprach sie schon Hörspiele und arbeitete als Synchronsprecherin. Von 2012 bis 2015 absolvierte sie ihr Schauspielausbildung am Hamburger Schauspiel-Studio Frese. und besuchte 2013 beim US-Serienstar Brett Rickaby einen Schauspielworkshop, sowie 2019 ein Training in der Chubbuck-Technik für die Erarbeitung komplexer Rollendarstellungen beim Coach Tim Garde. Sie studiert Bildungswissenschaften an der FernUni Hagen.

## Karriere
Nach ihrer Berufsausbildung war sie von 2009 bis 2011 feste Darstellerin in der ARD-Telenovela Rote Rosen. Im Sommer 2012 trat sie neben ihrem Vater Martin Semmelrogge und ihrem Halbbruder Dustin Semmelrogge beim Piraten-Open-Air in Grevesmühlen in der Rolle der spanischen Donna Anna-Dolores von Aragon auf. In den Jahren 2012 und 2013 war sie im Ohnsorg-Theater Hamburg zu sehen, anschließend in Berlin an der Komödie am Kurfürstendamm. Im Jahr 2016 stand sie mit ihrem Vater für die Comedy-Serie Dit is Fußball (Tele 5) vor der Kamera. Im Herbst 2022 war sie zusammen mit ihrem Vater Martin mit dem Stück Kauz und Chaotin auf Tournee. In der Bearbeitung von George Bernhard Shaws Pygmalion ist sie die junge Herumtreiberin Lisa Dombrowski, die zufällig den Sprach-Coach Professor Henri Hingsen trifft. Dieser wettet mit einem Kollegen, dass er Lisa in nur drei Monaten nicht nur ihren Straßen-Slang abtrainieren kann, sondern sie zu einer vorzeigbaren Dame von Welt machen würde.

## Bühnenrollen (Auswahl)
- 2006: Die Schöne und das Biest (Südbayrisches Theaterfestival, Bad Wörishofen)
- 2011: Eine Nacht im schwedischen Sommer (Theaterlabor Concordia Bremen)
- 2011: Fräulein Lehmann unplugged (Kulturbunker Bremen)
- 2011: Hans im Glück (Theaterlabor Concordia Bremen)
- 2012: Ein Leben für die See (Open-Air Theater Grevesmühlen, als Donna Anna-Dolores von Aragon)
- 2012–2013: Löggen hebbt junge Been (Ohnsorg-Theater Hamburg)
- 2013: De Spaansche Flegg (Ohnsorg-Theater Hamburg)
- 2013: Liliom (Theaterakademie Hamburg)
- 2013–2014: Wald (HAW Hamburg)
- 2014: Drei Schwestern (Theaterakademie Hamburg)
- 2014–2015: Alice im Wunderland (Alfred-Schnittke Akademie)
- 2015–2016: Hotel Mama (Komödie Braunschweig)
- 2015–2016: In alter Frische (Komödie am Kurfürstendamm)
- 2017–2018: Othello (Landesbühne Rheinland-Pfalz/Schlosstheater Neuwied)
- 2018: Schmetterlinge sind frei (Komödie Braunschweig)
- 2019: SMS für Dich (Theater Hannover und Tournee, auch 2022)
- 2020–2021: Wer hat Angst vorm weißen Mann (Komödie im Bayerischen Hof, München)
- 2021: Sophie Scholl, die letzten Tage (Landesbühne Rheinland-Pfalz/Schlosstheater Neuwied)
- 2022: Kauz und Chaotin (Komödie Braunschweig)

## Filmografie (Auswahl)
Kino/Filme
- 2005: Ausgerechnet Fußball (Kurzfilm, Regie: Janina Dahse)
- 2007: Lucifer (Kurzfilm, Regie: Christina Kinne)
- 2011: Lou lässt los (Kurzfilm – Regie: Andrea Vafiopoulos)
- 2011: Schreibblockade (Kurzfilm – Regie: Dominik Goetz)
- 2013: Ich piss dir ins Gesicht (Kurzfilm – Regie: Tim Ungermann)
- 2017: Tauben, die nach hinten schießen (Regie: Rojin Szabo)
- 2019: Geben und Nehmen (Regie: Andreas Hettmanczyk)
- 2019: Kartoffelsalat 3 – Das Musical (Regie: Michael Pate)

Fernsehen/Streaming
- 1999: Verkehrsgericht (Fernsehserie, 1 Episode)
- 2007: Die Anrheiner (Fernsehserie)
- 2009–2011: Rote Rosen (Fernsehserie)
- 2012: Die Blaumänner (Fernsehserie, Episode 2x01)
- 2016: Dit is Fußball! (Miniserie, Episode 1x01)
- 2020: Gute Zeiten, schlechte Zeiten (Fernsehserie)
- 2018: Die Fünf (Fernsehserie)
- 2023: Die Rosenheim-Cops (Fernsehserie, Episode 22x17)[8]

Sprechrollen
- 2017: Brynhildr in the Darkness (Animé, Regie: Mariko Honda, als Kitsuka Hatta)